# Phaulotettix nimius
Phaulotettix nimius is een rechtvleugelig insect uit de familie veldsprinkhanen (Acrididae). De wetenschappelijke naam van deze soort is voor het eerst geldig gepubliceerd in 2011 door Barrientos Lozano, Rocha-Sánchez & Méndez-Gómez.